# Giro dell'Appennino 1978
Il Giro dell'Appennino 1978, trentanovesima edizione della corsa, si svolse il 18 giugno 1978, su un percorso di 254 km. La vittoria fu appannaggio dell'italiano Gianbattista Baronchelli, che completò il percorso in 6h37'56", precedendo i connazionali Alfio Vandi e Giuseppe Saronni.
I corridori che partirono furono 60, mentre coloro che tagliarono il traguardo di Pontedecimo furono 26.

## Ordine d'arrivo (Top 10)
| Pos. | Corridore                | Squadra                | Tempo    |
| ---- | ------------------------ | ---------------------- | -------- |
| 1    | Gianbattista Baronchelli | Scic-Bottecchia        | 6h37'56" |
| 2    | Alfio Vandi              | Magniflex-Torpado      | s.t.     |
| 3    | Giuseppe Saronni         | Scic-Bottecchia        | a 55"    |
| 4    | Walter Riccomi           | Scic-Bottecchia        | a 1'05"  |
| 5    | Armando Lora             | Magniflex-Torpado      | s.t.     |
| 6    | Alvaro Crespi            | Mecap-Selle Italia     | a 1'52"  |
| 7    | Claudio Corti            | Zonca-Santini          | s.t.     |
| 8    | Luciano Loro             | Mecap-Selle Italia     | a 2'02"  |
| 9    | Stefano D'Arcangelo      | Intercontinentale Ass. | a 2'12"  |
| 10   | Vittorio Algeri          | Intercontinentale Ass. | a 3'28"  |